# Expulsão dos mouriscos

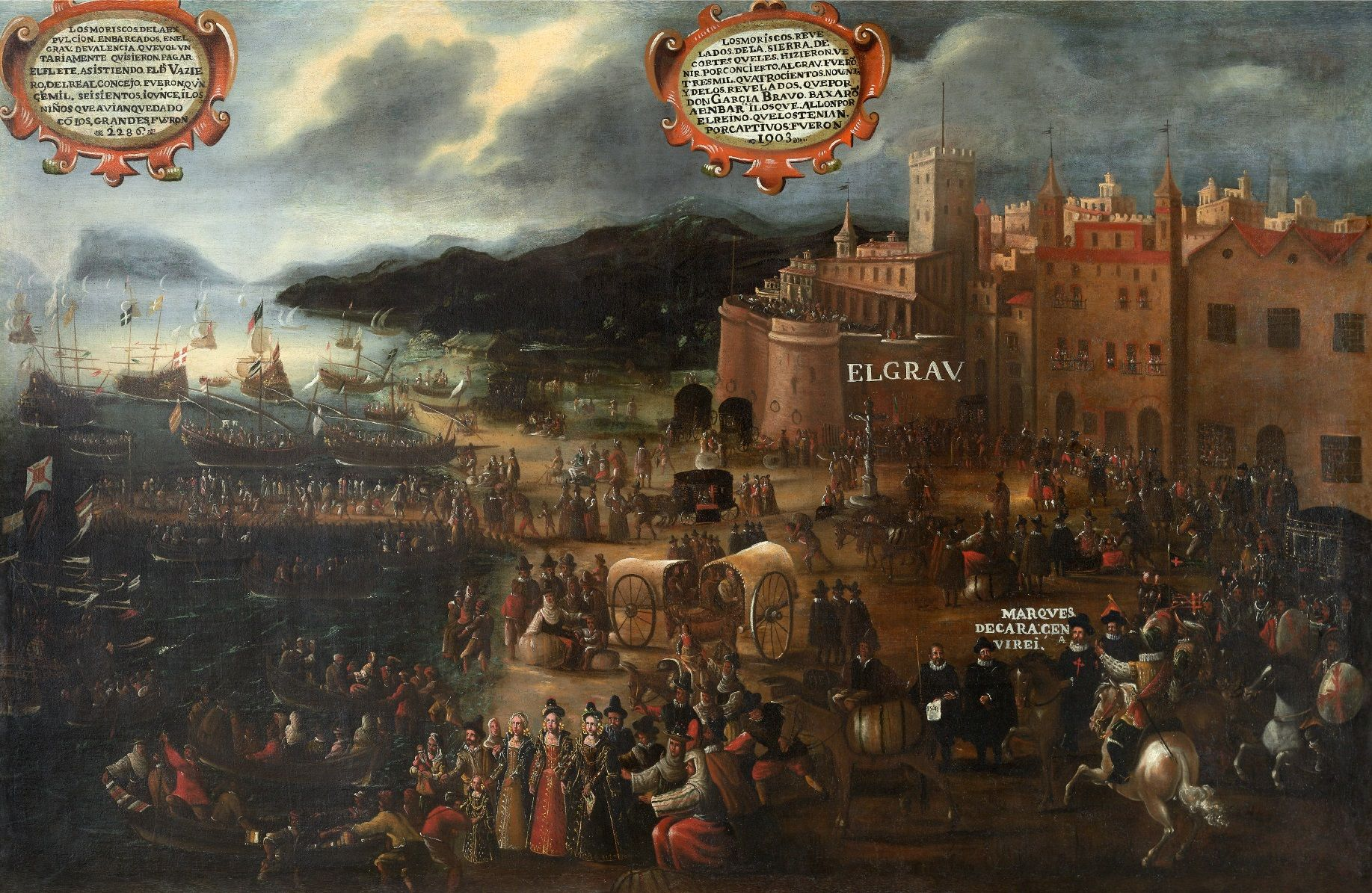
Embarque de mouriscos no porto dEl Grao de Valência

A expulsão dos mouriscos da Espanha foi decretada a 9 de abril de 1609 por Filipe III da Espanha. Os mouriscos eram os descendentes da população de religião muçulmana convertida ao cristianismo pela pragmática dos Reis Católicos de 14 de fevereiro de 1502.

## Causas e antecedentes
A decisão de expulsar os mouriscos veio determinada por várias causas:
- A maioria da população mourisca, depois de mais de um século da sua conversão forçada ao Cristianismo, continuava sendo um grupo social à parte, apesar de a maioria das comunidades terem perdido o uso da língua árabe em favor do castelhano,[1] e de ser muito pobre, em geral, o seu conhecimento do dogma e dos ritos do Islão, religião que praticavam em segredo;
- Após a rebelião das Alpujarras (1568-1571), protagonizada por mouriscos granadinos, os menos aculturados, foi tendo cada vez maior peso a opinião de que esta minoria religiosa constituía um verdadeiro problema de segurança nacional. Esta opinião via-se reforçada pelas numerosas incursões de piratas berberescos, que assolavam continuamente toda a costa levantina, e que ocasionalmente eram facilitadas ou festejadas pela população mourisca. Os mouriscos começaram a ser considerados uma quinta coluna, e uns potenciais aliados de turcos e de franceses;
- O começo de uma etapa de recessão em 1604, derivada de uma diminuição na chegada de recursos da América. A redução do nível de vida levou a população cristã a olhar com ressentimento para a mourisca;
- Uma radicalização no pensamento de muitos governantes após o insucesso por acabar com o protestantismo nos Países Baixos;
- A tentativa de acabar com o pensamento crítico que fazia tempo corria pela Europa em relação à discutível cristandade da Espanha pela permanência de algumas minorias religiosas. Com esta decisão acabava-se com o processo homogeneizador que começara com a expulsão dos judeus e ratificava a cristandade dos reinos da Espanha. Embora esta não fosse a opinião popular, que somente a via com certo ressentimento pela competência de recursos e trabalho.

A opinião pública a respeito dos mouriscos encontrava-se muito dividida entre os que consideravam que se devia dar tempo à sua cristianização, os que consideravam que se devia continuar tolerando e os que propunham expulsá-los.
A população mourisca consistia em cerca de 325 mil pessoas num país de uns 8,5 milhões de habitantes ou seja os mouriscos eram 3% da população. Estavam concentrados nos reinos de Aragão, no que constituíam cerca de 20% da população, e de Valência, onde representavam cerca de 33% do total de habitantes. Adicionalmente, o crescimento da população mourisca era bastante superior ao da cristã. As terras ricas e os centros urbanos desses reinos eram mormente cristãos, enquanto os mouriscos ocupavam a maior parte das terras pobres e se concentravam nos subúrbios das cidades.
Em Castela a situação era muito diferente: de uma população de 6 milhões de habitantes, entre mouriscos e mudéjares representavam apenas cerca de 100 mil pessoas ou menos de 1% da população e todos na Antiga Granada, estado já extinto na Idade Média. Devido a esta muito menor percentagem da população e à positiva experiência com os antigos mudéjares, os quais levavam séculos convivendo com a população cristã, o ressentimento para os mouriscos na coroa de Castela era menor ao da população cristã da coroa de Aragão.
Um grande número de eclesiásticos apoiavam a opção de dar tempo, uma opção em parte apoiada por Roma, pois consideravam que uma total conversão requeria de uma prolongada assimilação nas crenças e na sociedade cristãs. A nobreza aragonesa e valenciana era partidária de manter a situação, pois estes eram os grupos que mais se beneficiavam da mão-de-obra mourisca nas suas terras. O campesinato, porém, via-os com ressentimento e considerava-os rivais.
Entre os defensores da expulsão encontrava-se Jaime Bleda, inquisidor de Valência (onde a população mourisca era a mais numerosa), que propôs ao rei a expulsão. A princípio, a ideia não foi considerada pelo governo, mas a mesma foi proposta de novo pelo arcebispo de Valência, Juan de Ribera, que apoiava a expulsão, ao considerá-los hereges e traidores, ao que o arcebispo acrescentou uma característica que tornou a proposição atraente: o rei poder-se-ia beneficiar da confiscação dos bens e propriedades da população mourisca e até mesmo escravizá-los.
A política a respeito da população mourisca até 1608 fora a de conversão, embora antes Carlos I (em 1526) e Filipe II (em 1582) pretendessem uma medida mais radical. Contudo, foi a partir de 1608 que o Conselho de Estado começou a considerar a opção da expulsão e em 1609 recomendou ao rei tomar tal medida.

## Desenvolvimento da expulsão

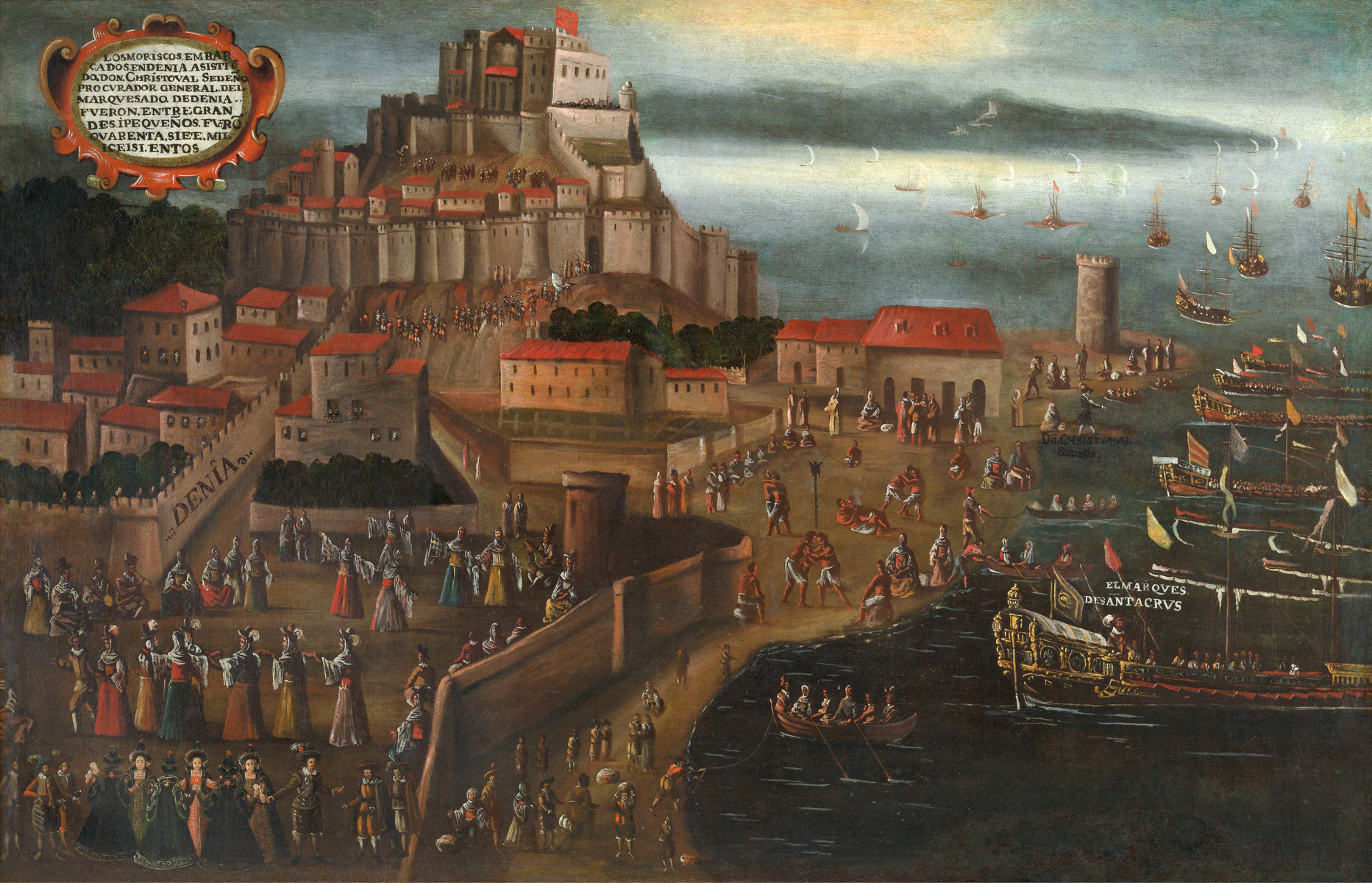
Expulsão dos mouriscos no porto de Denia

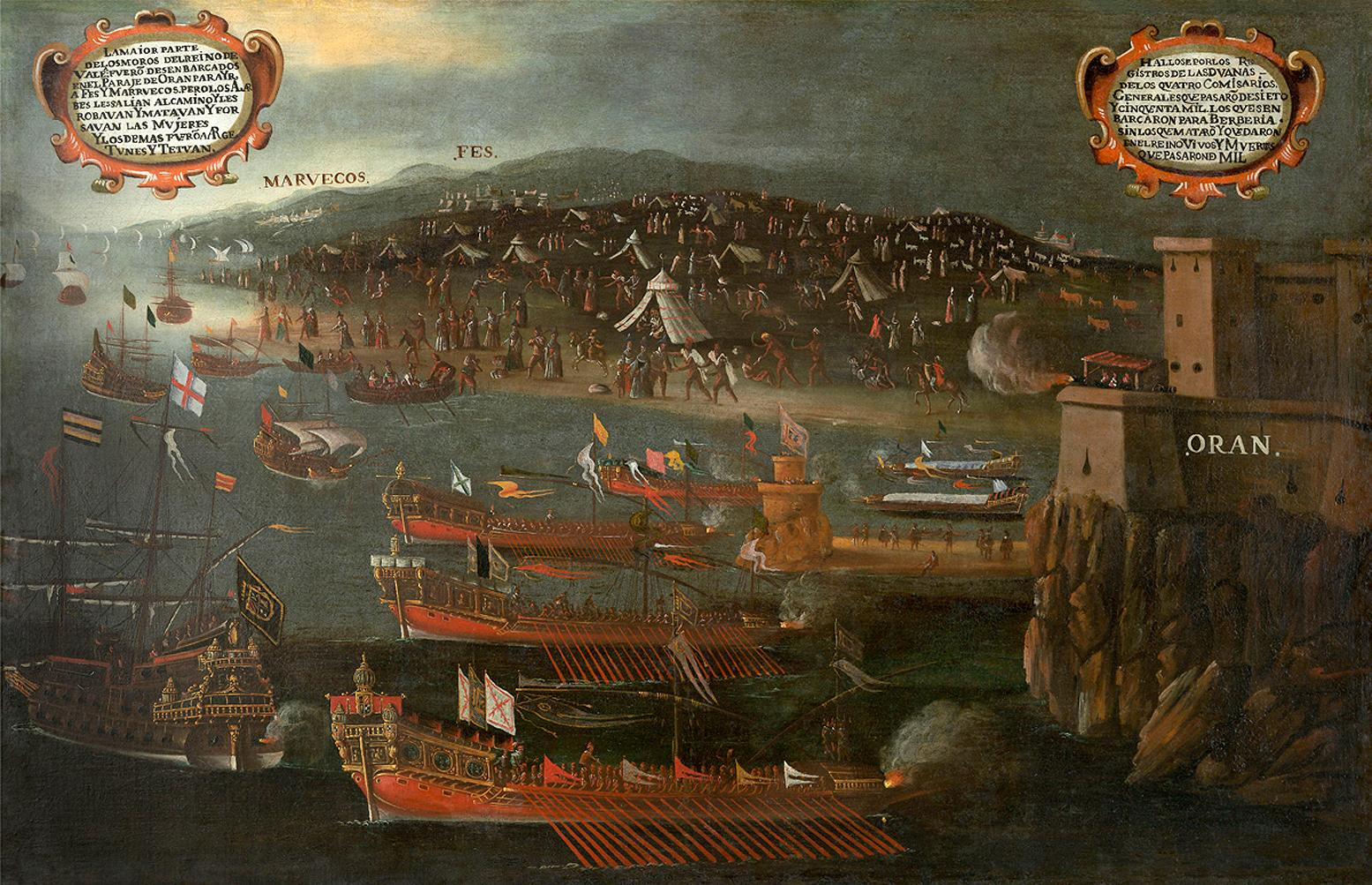
Desembarque dos mouriscos no Porto de Orão (1613, Vicente Mestre), Fundación Bancaja de Valencia

A  9 de abril de 1609 tomou-se a decisão de expulsar os mouriscos. Todavia, o processo podia implicar problemas devido à importância da população destes habitantes. Decidiu-se começar por Valência, onde a população mourisca era maior, sendo os preparativos levados no mais estrito segredo. Desde princípios de setembro, terços chegados da península Itálica tomaram posições no norte e sul do reino de Valência e, a 22 desse mês, o vice-rei ordenou a publicação do decreto. A aristocracia valenciana reuniu-se com representantes do governo para protestar contra a expulsão, pois esta implicaria uma diminuição das suas rendas, mas a oposição ao decreto diminuiu com a oferta de ficarem com parte da propriedade territorial dos mouriscos. À população mourisca foi permitido levar tudo aquilo que pudessem, ainda que as suas casas e terrenos passavam às mãos dos seus senhores, com pena de morte caso fossem queimadas ou destruídas antes da transferência.
A partir de 30 de setembro foram deslocados até os portos, nos quais, como ofensa última, foram obrigados a pagar a passagem. Os primeiros mouriscos foram transportados para o norte da África, onde ocasionalmente foram atacados pela população dos países receptores. Isto causou temores na população mourisca remanescente em Valência, e a  20 de outubro decorreu uma rebelião mourisca contra a expulsão. Os rebeldes foram reduzidos em novembro e terminou-se com a expulsão dos últimos mouriscos valencianos. Em princípios de 1610 foi realizada a expulsão dos mouriscos aragoneses e em setembro a dos mouriscos catalães.
A expulsão dos mouriscos de Castela era uma tarefa mais árdua, pois estavam muito mais dispersos após terem sido repartidos em 1571 pelo reino, depois da rebelião das Alpujarras. Devido a isto, foi oferecida à população mourisca uma opção de saída voluntária do país, pela qual podiam levar as suas posses mais valiosas e tudo aquilo que pudessem vender. Assim, em Castela a expulsão durou três anos (de 1611 a 1614) e até mesmo alguns conseguiram evadir-se à expulsão e permaneceram na Espanha.

## Consequências
O Conselho de Castela avaliou a expulsão em 1619, e concluiu que não tivera efeitos econômicos para o país. Isto era verdade para o reino de Castela, pois alguns estudiosos do fenômeno não encontraram consequências econômicas nos setores em que a população mourisca era mais importante. De fato, o quebranto demográfico não podia ser comparado com o meio milhão de vítimas da grande peste de 1598-1602, cinco vezes mais do que o número de mouriscos expulsos em esse reino. Contudo, no Reino de Valência implicou um abandono dos campos e um vazio em certos setores ao não poder a população cristã ocupar o grande espaço deixado pela numerosa população mourisca. Estima-se que, no momento da expulsão, cerca de 33% dos habitantes do Reino de Valência eram mouriscos; assim, algumas comarcas do norte de Alicante perderam praticamente toda a sua população, que foi necessário repor, tanto nesta quanto em outras zonas, com incentivos à repovoação desde outros pontos da Espanha.
A expulsão de cerca de 4% da população pode parecer de pouca importância, mas se tem de considerar que a população mourisca era uma parte importante da massa trabalhadora, pois não constituíam nobres, fidalgos, soldados nem sacerdotes. Portanto, isto implicou uma míngua na arrecadação de impostos, e nas zonas mais afetadas (Valência e Aragão) teve uns efeitos despovoadores que duraram décadas e causaram um vazio importante no artesanato, produção de telas, comércio e trabalhadores do campo. Muitos camponeses cristãos ademais viam como as terras deixadas pela população mourisca passavam às mãos da nobreza, a qual pretendia que o campesinato as explorasse em troca de uns alugueres e condições abusivas para recuperar as suas "perdas" a curto prazo. Pelo outro lado, parte dos expulsos incorporaram-se aos piratas berberescos que assaltaram as costas mediterrâneas espanholas durante perto de um século.

## Cronologia
- 1499. Conversão forçosa dos granadinos pelo Cardeal Cisneros
- 1501-02. Pragmática do Cardeal Cisneros dando a escolher aos muçulmanos do reino de Castela entre o exílio e a conversão: os mudéjares do Medievo passaram a ser assim, simplesmente, mouriscos
- 1516. Força a abandonar a sua vestimenta e costumes, embora a medida ficasse em suspenso por dez anos
- 1525-26. Conversão por édito dos mouriscos de Aragão e de Valência
- 1562. Uma junta composta de eclesiásticos, juristas e membros do Santo Ofício proíbe aos granadinos o uso da língua árabe.
- 1569-70. Rebelião das Alpujarras e guerras de Granada.
- 1588. Aparecem em Granada os falsos Chumbos do Sacromonte e os manuscritos da Torre Turpiana, tentativa desesperada de um grupo de mouriscos de legitimarem a sua estadia na Espanha.
- 1609, 9 de abril. O Duque de Lerma assina a expulsão dos mouriscos de todos os reinos da Espanha.

## Vindicação posterior dos mouriscos
Cervantes assinalava já na história de Ricote incluída no Quixote as consequências humanas da expulsão dos mouriscos. O humanista judeu-converso e antiescolástico Pedro de Valência, discípulo e testamentar do hebraísta Benito Arias Montano, escreveu com o seu Tratado acerca de los moriscos de España, inédito até 1979, a defesa melhor argumentada da causa dos expulsos. Denuncia "o agravo ao privá-los das suas terras e em não os tratar com igualdade de honra e estima com os demais cidadãos e naturais". Levanta-se contra os estatutos do cardeal Siliceo e propugna uma política de matrimônios mistos de mouriscos e cristãos velhos para "persuadir os cidadãos da república, que todos são irmãos de uma linhagem e de um sangue". No século XVI foi vindicada a sua figura na Historia de la rebelión y castigo de los moriscos (1600) de Luis de Mármol y Carvajal.
No século XX os historiadores Américo Castro, Antonio Domínguez Ortiz, Julio Caro Baroja, Mercedes García-Arenal, Bernard Vincent, Louis Cardaillac, Francisco Márquez Villanueva e o escritor Juan Goytisolo reivindicaram o desastre que tanto para a Espanha quanto para os mouriscos implicou a sua expulsão, em termos econômicos, culturais e humanos. Os estatutos de limpeza de sangue anulavam a meritocracia do comércio e do trabalho frente à "negra honra" dos cristãos velhos, fazendo impossível deter a já perceptível decadência espanhola até as Cortes de Cádiz, em que pese às políticas mais sensatas de Olivares e dos ministros iluminados do século XVIII.